# 조디 산타마리아
조디 산타마리아(Jodi Santamaria, 1982년 6월 16일 ~ )는 필리핀의 배우이다. 2016 국제 에미상 여자연기자상 후보자이다.

## 출연 작품
- 비 케어플 위드 마이 하트 (2013)
- 유령 (2012)
- 3세계의 행복 (2010)
- 마닐라 (2008)
- 새로 뜬 달 (2001)